# Eli Smith
Eli Smith (1801–1857) va ser un missioner i erudit protestant estatunidenc nascut a Northford (Connecticut). Es va graduar a  Yale en 1821 i al Seminari Teològic d'Andover en 1826. Va treballar a Malta fins a 1829, després en companyia de H. G. O. Dwight va viatjar a través d'Armènia i Geòrgia a Pèrsia. Van publicar les seves observacions, Missionary Researches in Armenia en 1833 en dos volums. Eli Smith es va establir a Beirut en 1833. Junt amb Edward Robinson va fer dos viatges a la Terra Santa en 1838 i 1852, actuant com a intèrpret per a Robinson en la seva recerca d'identificar i registrar noms de llocs bíblics a Palestina. És conegut per portar la primera impremta amb tipus àrabs a Síria. Va continuar realitzant la tasca que considerava que era el treball de la seva vida: la traducció de la Bíblia a l'àrab. Encara que va morir abans de completar la tasca, el treball va ser completat per C. V. Van Dyck de la Missió Siriana i publicat de 1860 a 1865.
La seva esposa fou Hetty Butler Smith, també missionera. La seva filla Mary Elizabeth Smith va ser educada en els Seminaris Femenins de Hartford (Connecticut) i Ipswich (Massachusetts) i va ensenyar al Seminari Femení a Mt. Auburn, Cincinnati. Va ser inclosa al Women's Who's Who of America de John William Leonard, de 1914-1915.